# Bernard Rands
Bernard Rands (Sheffield, Anglaterra, 2 de març, 1934), és un compositor clàssic contemporani britànic-americà.

## Biografia
Va estudiar música i literatura anglesa a la Universitat de Gal·les, Bangor, i composició amb Pierre Boulez i Bruno Maderna a Darmstadt, Alemanya, i amb Luigi Dallapiccola i Luciano Berio a Milà, Itàlia. Va fer residències a la Universitat de Princeton, la Universitat d'Illinois i la Universitat de York abans d'emigrar als Estats Units el 1975; es va convertir en ciutadà dels Estats Units el 1983. El 1984, Canti del Sole de Rands, va ser estrenada per Paul Sperry, Zubin Mehta i la Filharmònica de Nova York, va guanyar el Premi Pulitzer de Música. Des de llavors, ha ensenyat a la Universitat de Califòrnia, San Diego, la Juilliard School, la Universitat Yale i la Universitat de Boston. Del 1988 al 2005 va ensenyar a la Universitat Harvard, on és professor emèrit de música Walter Bigelow Rosen.
Rands ha rebut molts premis pel seu treball, i va ser elegit i inclòs a l'Acadèmia Americana de les Arts i les Lletres el 2004. De 1989 a 1995 va ser compositor en residència amb l'Orquestra de Filadèlfia. La música de Rands està àmpliament gravada. L'enregistrament del seu Canti D'Amor pel conjunt vocal masculin Chanticleer va guanyar un premi Grammy l'any 2000. Rands està casat amb la compositora nord-americana Augusta Read Thomas.

## Premis
El 2014, Rands va ser inclòs a l'Acadèmia Lincoln d'Illinois com a Llorejat de les Arts i el governador d'Illinois li va concedir l'Orde de Lincoln (el més alt honor de l'estat).